# Tour de Qatar de 2008
El Tour de Qatar de 2008 fou la setena edició del Tour de Qatar. La cursa es disputà en sis etapes, una d'elles contrarellotge per equips, entre el 27 de gener i l'1 de febrer de 2007.
Tom Boonen guanyà la classificació final, tres de les sis etapes i la classificació dels punts, Greg Van Avermaet la dels joves i el Quick Step-Innergetic la dels equips.

## Etapes
| Etapa    | Data        | Recorregut                          | Km       | Vencedor d'etapa      | Líder de la general |
| -------- | ----------- | ----------------------------------- | -------- | --------------------- | ------------------- |
| 1a etapa | 27 de gener | Doha - Doha (CRE)                   | 6,0 km   | Quick Step-Innergetic | Matteo Tosatto      |
| 2a etapa | 28 de gener | Al Zubarah - Doha Golf Club         | 137,5 km | Tom Boonen            | Tom Boonen          |
| 3a etapa | 29 de gener | Camel Race Track - Qatar Foundation | 147,5 km | Tom Boonen            | Tom Boonen          |
| 4a etapa | 30 de gener | Khalifa Stadium - Al Khor Corniche  | 131,5 km | Alberto Loddo         | Tom Boonen          |
| 5a etapa | 31 de gener | Al Khor Academy - Al Khor Corniche  | 170,0 km | Danilo Napolitano     | Tom Boonen          |
| 6a etapa | 1 de febrer | Al Wakra - Doha Corniche            | 120,0 km | Tom Boonen            | Tom Boonen          |

## Classificació general final
| #  | Ciclista           | Equip                  | Temps       |
| -- | ------------------ | ---------------------- | ----------- |
| 1  | Tom Boonen         | Quick Step-Innergetic  | 15h 27' 44" |
| 2  | Steven de Jongh    | Quick Step-Innergetic  | + 27"       |
| 3  | Greg Van Avermaet  | Silence-Lotto          | + 40"       |
| 4  | Christopher Sutton | Team Slipstream        | + 46"       |
| 5  | Jürgen Roelandts   | Silence-Lotto          | + 50"       |
| 6  | Alexandre Pichot   | Bouygues Telecom       | + 1' 10"    |
| 7  | Maarten Tjallingii | Silence-Lotto          | + 1' 12"    |
| 8  | Alberto Loddo      | Tinkoff Credit Systems | + 1' 22"    |
| 9  | Wilfried Cretskens | Quick Step-Innergetic  | + 1' 31"    |
| 10 | Sebastian Siedler  | Skil-Shimano           | + 1' 41"    |